# Kolasznia
Kolasznia – zalesiony szczyt o wysokości 746 m n.p.m. w Górach Sanocko-Turczańskich, w masywie zwanym Ostre.